# 安本彩花
安本 彩花（やすもと あやか、1998年6月27日 - ）は、日本のアイドル、歌手、タレント、女優であり、私立恵比寿中学のメンバー。
東京都出身。スターダストプロモーション所属。

## 略歴
- 小学4年生の時、原宿に家族で買い物に行ったときに現事務所にスカウトされ、芸能界入り。
- 2009年、ジュニアアイドルグループ「みにちあ☆ベアーズ」の結成メンバーとなる。
- 2009年10月、アイドルグループ「私立恵比寿中学」（エビ中、えびちゅう）に転入（当時小学5年生）。2010年4月、みにちあ☆ベアーズを卒業し私立恵比寿中学に専念する。
- 2012年5月に私立恵比寿中学がメジャーデビューし、2013年にさいたまスーパーアリーナでワンマンライブを開催。2014年に新メンバー小林歌穂・中山莉子（かほりこ）が加入し、安本は2人の教育係となった。
- 2015年、劇団「シベリア少女鉄道」の舞台vol.25「この流れバスター」に出演。
- 2016年7月1日、初の生誕ソロライブを開催[2]。2017年の生誕ソロライブ[3]で自身が作詞作曲したオリジナル曲（のちに曲名「青空gift」と発表）を初披露して以降、ほぼ毎年オリジナル曲を披露している。
- 2017年、劇団「シベリア少女鉄道」の舞台vol.29「残雪の轍/キャンディーポップベリージャム」にかえで/さくら 役として出演。
- 2018年4月 - 2019年、舞台『ギア-GEAR- East Version』にドール 役として出演。
- 2019年10月から活動を一時休止し[4]、2020年3月に活動再開[5]。コロナ禍で複数の公演が中止になったため、ステージ復帰は6月22日配信の「ONLINE YATSUI FESTIVAL! 2020」[6]、有観客ライブでの復帰は9月19日-20日の「ちゅうおん」となった[7]。
- 2020年10月29日、悪性リンパ腫の治療に専念するため当面の間休養することを発表[8]。
- 2021年4月5日、約5ヶ月の闘病生活を経て、悪性リンパ腫が寛解と診断されたと発表[9][10]。5月5日、安本彩花プロデュース公演「エビの踊り食い produced by 安本彩花」が配信された。
- 2021年7月16日に公開されたYouTube『THE FIRST TAKE』（なないろ）にてメディア復帰、2021年8月29日の「@JAM EXPO 2020-2021」にてステージ復帰を果たした。
- 2021年10月29日、セルフプロデュースによる初の写真集『彩aya』を発売[11]。
- 2022年3月、雑誌『IDOL AND READ vol.030』の表紙に掲載。
- 2023年12月、劇団「シベリア少女鉄道」vol.37「持続可能彼女」に出演。
- 2024年11月 - 12月、テレビドラマ『ラブライブ!スクールアイドルミュージカル the DRAMA』（毎日放送）に若槻ミスズ 役で出演。2025年2月と4月の舞台『スクールアイドルミュージカル』にも同役で出演した。
- 2025年6月に大阪・関西万博のインドネシアパビリオンのイベントへの出演がきっかけとなり、「NecoMe」プロジェクトとして楽曲「Bobby makes you smile!」を作詞・作曲。同楽曲はインドネシアパビリオンのイメージキャラクター「CaptainBobby」のテーマソングに採用され、8月にインドネシアで開催される国際的カーニバル「JFC2025」にて同曲を歌唱披露することが発表された。

## 人物
- 愛称は、彩ちゃん（あやちゃん）、やっさん、やす。
- 趣味は水泳、DTM、サウナ[1]。
- 特技は体操、[1]、美肌管理[12]、ものまね。苦手なことはマラソン。
- 好きな食べ物はトマト、牛タン、苦手な食べ物はあんこ、カレーパン、ホイップクリーム。好きな動物はカッパ。
- 好きな本・マンガは『しろくまカフェ』（ヒガアロハ）[13]。好きな映画は『チャーリーとチョコレート工場』[13]。
- 家族構成は父、母、兄。特に父はライブのMCで度々話題に上がったり、雑誌のインタビューに答えたり私立恵比寿中学公式Ustreamに電話出演したりしている。

### ミュージシャンとして
歌唱はパーフェクトピッチとも称され、2020年11月1日放送の『関ジャム 完全燃SHOW』（テレビ朝日）で「令和アイドル界スゴいボーカリスト10人」に選出。
歌うだけでなく、作詞・作曲も行う。2017年の生誕ソロライブで自身が作詞作曲したオリジナル曲を初めて披露した。以降、毎年オリジナル曲を生誕ソロライブで新曲を披露するのが恒例となっている。
2022年にはNHK Eテレ『ヒャダ×体育のワンルーム☆ミュージック』に出演し、安本がDAWソフトで楽曲制作する過程が紹介された。
2022年６月、MAISONdesの楽曲「いえない」のリミックスをリリース。
2025年6月にリリースされた私立恵比寿中学の配信ミニアルバム『FAMIEN’25 e.p.?!〜これが最強♡仮契約のシンデレラ〜』に、安本がメジャーデビュー曲「仮契約のシンデレラ」をリミックスした「仮契約のシンデレラ - ♡kawaii ^chiptune^ remix♡ by 安本彩花 -」が収録されている。
同じく2025年6月には大阪・関西万博インドネシアパビリオンのイベントに中山莉子と共に出演。これがきっかけとなり、安本が「NecoMe」プロジェクトとして楽曲「Bobby makes you smile!」を作詞・作曲。
2025年8月、初の外部アーティストへの楽曲提供として、盟友・柏木ひなたの新曲2曲の作詞・作曲を担当した。
DJ YASUMOTOとしても活動し、DJとしてイベントにも出演している。

### 私立恵比寿中学として
- 自己紹介は「お待たせしました（待ってました）盛り上げますよ。いきますよ。それそれそれそれ（それそれそれそれ）アゲアゲアゲアゲ（アゲアゲアゲアゲ）よっし!（よっし!）トマト大好きリコピン少女、出席番号5番、安本彩花です。」
- ライブにおいて、楽曲「熟女になっても feat. SUSHIBOYS」ではサングラスをかけた安本が「YASUBOYS」としてSUSHIBOYSのラップパートを披露する[16]。
- 一部ライブでは演出を担当：2013年8月26日の「自習」1時間目（品川ステラボール）[17]、2018年11月11日のツアー「私立恵比寿中学 秋ツアー2018〜9年目、義務教育からの卒業〜」兵庫公演[18]、2021年5月5日配信の安本彩花プロデュース公演「エビの踊り食い produced by 安本彩花」[19]。

## 出演
※私立恵比寿中学としての出演・作品は、「私立恵比寿中学」の項を参照。

### テレビ
- 開運音楽堂（2014年4月26日・5月3日、TBS）
- Rの法則（2015年6月 - 2018年4月、NHK Eテレ） - 第6期R'sメンバー
- 東京クラッソ!NEO（2017年7月9日・16日、TOKYO MX）
- 水曜日のダウンタウン（2017年7月19日、TBS）
- ニノさん（2017年9月10日、日本テレビ）
- 採用!フリップNEWS（2017年10月19日、中京テレビ・日本テレビ系）[20]
- news zero（2021年7月20日、日本テレビ）[21]
- ZIP!（2021年8月12日、日本テレビ）
- 人生が変わる1分間の深イイ話（2021年10月25日・11月15日、日本テレビ）[22][23]
- 香川照之の昆虫すごいぜ!（2021年11月3日、NHK Eテレ）[24]
- ヒャダ×体育のワンルーム☆ミュージック（2022年2月9日・8月6日、NHK Eテレ）
- ぐるぐるナインティナイン（2022年4月28日、日本テレビ）[25]
- THEカラオケ★バトル 〜THE OPEN プロアマ最高位戦〜（2023年6月25日、テレビ東京）
- 吾輩は芸人である。（2024年6月30日 - 7月28日・11月30日・2025年3月31日、ABCテレビ） - MC[26][27]

### ドラマ
- ブザー・ビート〜崖っぷちのヒーロー〜 第11話（2009年9月21日、フジテレビ） - みにちあ☆ベアーズの一員にて出演
- ヴァンパイア・ヘヴン 第8話・第12話（2013年6月7日・7月5日、テレビ東京）
- びしょ濡れ探偵 水野羽衣 第7話（2019年8月15日、テレビ東京） - 星ヒカル 役[28]
- 超特急、地球を救え。 第1話（2022年9月7日、テレビ東京） - 本人 役
- ラブライブ!スクールアイドルミュージカル the DRAMA（2024年11月22日 - 12月27日、毎日放送） - 若槻ミスズ 役[29]

### CM
- セガトイズ「ネルミックス」[1]

### 舞台
- シベリア少女鉄道 vol.25「この流れバスター」（2015年、吉祥寺シアター）
- シベリア少女鉄道 vol.29「残雪の轍/キャンディーポップベリージャム」（2017年12月7日 - 11日、サンシャイン劇場）- かえで/さくら 役
- ギア-GEAR- East Version （2018年4月 - 2019年9月、千葉ポートシアター） - ドール役[30]
- シベリア少女鉄道 vol.37「持続可能彼女」（2023年12月15日 - 24日、シアターサンモール）
- スクールアイドルミュージカル（2025年2月9日 - 19日、日本青年館ホール /  4月4日 - 6日、 大阪新歌舞伎座） - 若槻ミスズ 役（西葉瑞希とダブルキャスト）[31]
- マーダーミステリーシアター『殺意の代償』（2025年3月14日、品川プリンスホテル Club eX）- 宮下かなこ 役[32]
- アニメ&実写化コントライブ「マリマリマリー 〜帰ってきた！第2回セカンドシーズンⅡ〜」（2025年4月24日 - 4月27日、全電通労働会館）

### ネット配信
- Stardust press web[1]
- 生中継！NHK学生ロボコンABU大会 日本代表決定戦（2017年6月11日、ニコニコ生放送・LINE LIVE）
- 安本彩花×田代輝×落合賢でエンタメティーチイン（2021年10月21日、10月28日、YouTube）
- RING³（2021年12月2日、YouTube）[33]
- 矢口真里の火曜The NIGHT（2022年5月17日、AbemaTV）
- スタダGamersClub（2024年1月23日、2月29日、YouTube）
- やかんとアイドル（2024年2月、YouTube）

### ソロライブ
- 生誕ソロライブ「安本彩花そっくりさんコンテスト 略して ヤスコン」（2016年7月1日、東京・ステラボール）[2]
- 生誕ソロライブ「歌って！踊って！歌謡ショー!!安安（やすやす）」（2017年6月27日、東京・赤坂BLITZ）[3]
- 生誕ソロライブ「歌って踊って歌謡show!!!安安（やすやす）〜飲み放題始めました〜」（2018年6月26日、東京・マイナビBLITZ赤坂）[34]
- 生誕ソロライブ「歌って踊って歌謡show!!!安安〜10年経っても中学生文句ありますか〜♪〜」（2019年7月1日、東京・マイナビBLITZ赤坂）[35]
- 生誕ソロライブ「歌って踊って歌謡show!!!安安」（2020年10月10日、東京・ステラボール）[36]
- 生誕ソロライブ「歌って踊って歌謡show!!!安安」（2022年6月14日、KT Zepp Yokohama / 6月27日、なんばHatch[37]）
- 生誕ソロライブ「お手製メニュー豊富に取り揃えております。花丸の自信『#安安』店舗拡大中♡」（2023年6月15日、DIAMOND HALL / 6月20日、なんばHatch / 6月27日 Zepp DiverCity（TOKYO）[38]）
- 生誕ソロライブ「お手製メニュー豊富に取り揃えてます。味わいの宝庫『#安安』」（2024年6月17日、BIGCAT / 6月18日、DIAMOND HALL / 6月27日 KT Zepp Yokohama[39]）
- 生誕ソロライブ「安安2025今宵はAYAKAtuneでパーリーナイトsupported by DJ YASUMOTO」（2025年6月16日、KT Zepp Yokohama[40] / 7月10日、BIGCAT）

## 書籍

### 雑誌
- なかよし（2009年12月号・2010年3月号・4月号・7月号・10月号、講談社）[1]
- Samurai KICKS（vol.04、インフォレスト）
- Ebi Collection（vol.4 vol.12、東京ニュース通信社）
- ch FILES（2017年11月号[注 1]、2019年10月号[注 2]、ch FILES）
- BRODY（2020年10月号[注 3]、白夜書房）
- FLYING POSTMAN PRESS（vol.255、FLYING POSTMAN PRESS）
- BUBKA（2022年2月号、2024年3月号[注 2]、白夜書房）
- IDOL AND READ（030[41]、シンコーミュージック・エンタテイメント） - 表紙
- 月刊エンタメ 2022年5月号[注 4]、2023年1月号[注 5]（2022年3月30日、2022年10月28日、徳間書店）
- ダ・ヴィンチ 2022年6月号（2022年5月6日、KADOKAWA）
- SAUNA BROS（vol.4[注 3]、東京ニュース通信社）
- anan（2332号、2337号[注 6]、2345号、2360号、2365号、マガジンハウス）
- ar（2023年12月号、主婦と生活社）
- IDOL FILE（Vol.35、ROCKS ENTERTAINMENT）- 廣田あいかと共に掲載[42]

### 写真集
- 彩aya（2021年10月29日、SDP）[11][43][44][45][46][47][48]

## 作品

### ソロ楽曲
- またあえるかな（作詞・作曲・編曲：菊池真太郎） - エビ中のユニットアルバム 青年館盤（2013年3月31日発売、DQCL-1919）に収録
- 青空gift（2017年、作詞・作曲：安本彩花、編曲：久保田真悟（Jazzin' park）） - 安本が作詞・作曲をした初のオリジナル曲[49]
- TSUBOMI（2018年、作詞・作曲：安本彩花、編曲：久保田真悟（Jazzin' park）） - オリジナル曲第二弾[50]
- CDプレイヤー（2019年、作詞・作曲：安本彩花） - オリジナル曲第三弾[51]
- カレーライス（2020年、作詞・作曲：安本彩花、編曲： Yocke） - オリジナル曲第四弾[52]
- スーパーヒーロー（2020年、作詞・作曲：安本彩花、編曲：久下真音） - オリジナル曲第五弾[53]
- 夏の微熱（2022年、作詞・作曲・編曲：安本彩花）[54]
- 呼吸（2022年、作詞・作曲・編曲：安本彩花）[55]
- 小さな戦士（2022年、作詞・作曲・編曲：安本彩花）[37]
- 今ここだよ（2022年、作詞・作曲：安本彩花、編曲：尾形回帰）[37]
- 恋の感覚（2023年、作詞・作曲・編曲：安本彩花）[56]
- 君に届くかな…（2023年、作詞・作曲・編曲：安本彩花）[57]
- Dear（2023年、作詞・作曲・編曲：安本彩花）[58]
- future（2024年、作詞・作曲・編曲：安本彩花）[59]
- 夢の続き（2025年）
- Bobby makes you smile!（2025年、作詞・作曲：安本彩花） - NecoMe（ネコメ）プロジェクトとして安本が制作したCaptainBobby[注 7]のテーマソング。
  - 2025年6月に大阪・関西万博のインドネシアパビリオンのイベントへの出演がきっかけとなり、安本が「NecoMe」プロジェクトとして楽曲「Bobby makes you smile!」を作詞・作曲。

私立恵比寿中学の楽曲では「君のままで」「ジャンプ」が安本をフィーチャーした曲である。

### 参加作品
| 発売日        | タイトル                                                           | アーティスト   | 備考             |
| ------------- | ------------------------------------------------------------------ | -------------- | ---------------- |
| 2022年6月27日 | 「いえない (Glitch Night mix) feat. 堂村璃羽, 301, GeG, 安本彩花」 | MAISONdes      | リミックスを担当 |
| 2025年6月1日  | 「仮契約のシンデレラ - ♡kawaii ^chiptune^ remix♡ by 安本彩花 -」   | 私立恵比寿中学 | リミックスを担当 |

### 楽曲提供
| 発売日        | タイトル               | アーティスト | 備考       |
| ------------- | ---------------------- | ------------ | ---------- |
| 2025年8月27日 | 「大好きで 大嫌い」    | 柏木ひなた   | 作詞・作曲 |
| 2025年8月27日 | 「しゃるうぃーだんす」 | 柏木ひなた   | 作詞・作曲 |

## エピソード
- 2016年4月に発売されたアルバム「穴空」のインタビューで、自己紹介ソングをアップデートした「エビ中出席番号の歌 その2」についてキャラ変の話題になり「お父さんの『ローテンションを卒業しなさい』という言葉で一生懸命ハイテンションをがんばった結果、キャラが変わりました。お父さんの要素だけブレてない（笑）。」と語った[60]。
- 2016年8月22日、野外コンサート「エビ中 夏のファミリー遠足 略してファミえん in 富士急 2016」にて終盤のあいさつで「私は変わらないエビ中と変わっていくエビ中が2つ見られるのが『ファミえん』の魅力だと思っていて。『ファミえん』はお祭り騒ぎだから、メンバーはめっちゃ素で楽しんでるの。毎年毎年水かかってさ、子供みたいに大騒ぎではしゃいでさ。でも1年の成長って大きいから、少しずつだけど大人へと変わっていく一面もあって。大人になりたいけど、まだまだ子供でいる葛藤とか、その葛藤をすごく楽しんでいるのがエビ中の魅力だなって私は思っていて、その魅力が一番味わえるのが『ファミえん』だなと思うんです。だから来年も、再来年も、大きくなったエビ中の魅力を『ファミえん』でいっぱい伝えていけたらいいなと思います！」と笑顔で締めくくった[61]。
- 2018年1月4日、6人体制最初のライブ「私立恵比寿中学新春大学芸会 〜ebichu pride〜」にて最後の挨拶で「エビ中はいくら形が変わっても、そのときステージに立ってるメンバーが私立恵比寿中学です。これが『ebichu pride』だ！」と宣言した[62]。
- 2018年6月12日、日本赤十字社主催のイベント「LOVE in Action Meeting(LIVE)」（献血推進プロジェクト）にて「初めての献血は勇気がいると思う。そして、心も体も元気で健康でなくてはいけないと思います。もし、心が折れそうなときは私たちのパフォーマンスを見て元気になってください！」と観客にメッセージを送った[63]。
- 2019年6月22日、エビ中初の主催フェス『「MUSiC」フェス〜私立恵比寿中学開校10周年記念 in 赤レンガ倉庫〜』にて終盤のあいさつで「正直、私たちアイドル主催で音楽フェスをやらせていただくということで、お客さんが来てくれるのか不安だったんですけど、みんながサイリウムを持ってくれているのを見て、すごく安心しました。私たちのことを大好きでいてくれるファミリーの皆さんがこんなにもたくさんいて、本当にありがたいなって思います」と感謝した[64]。